# Polder przeciwpowodziowy

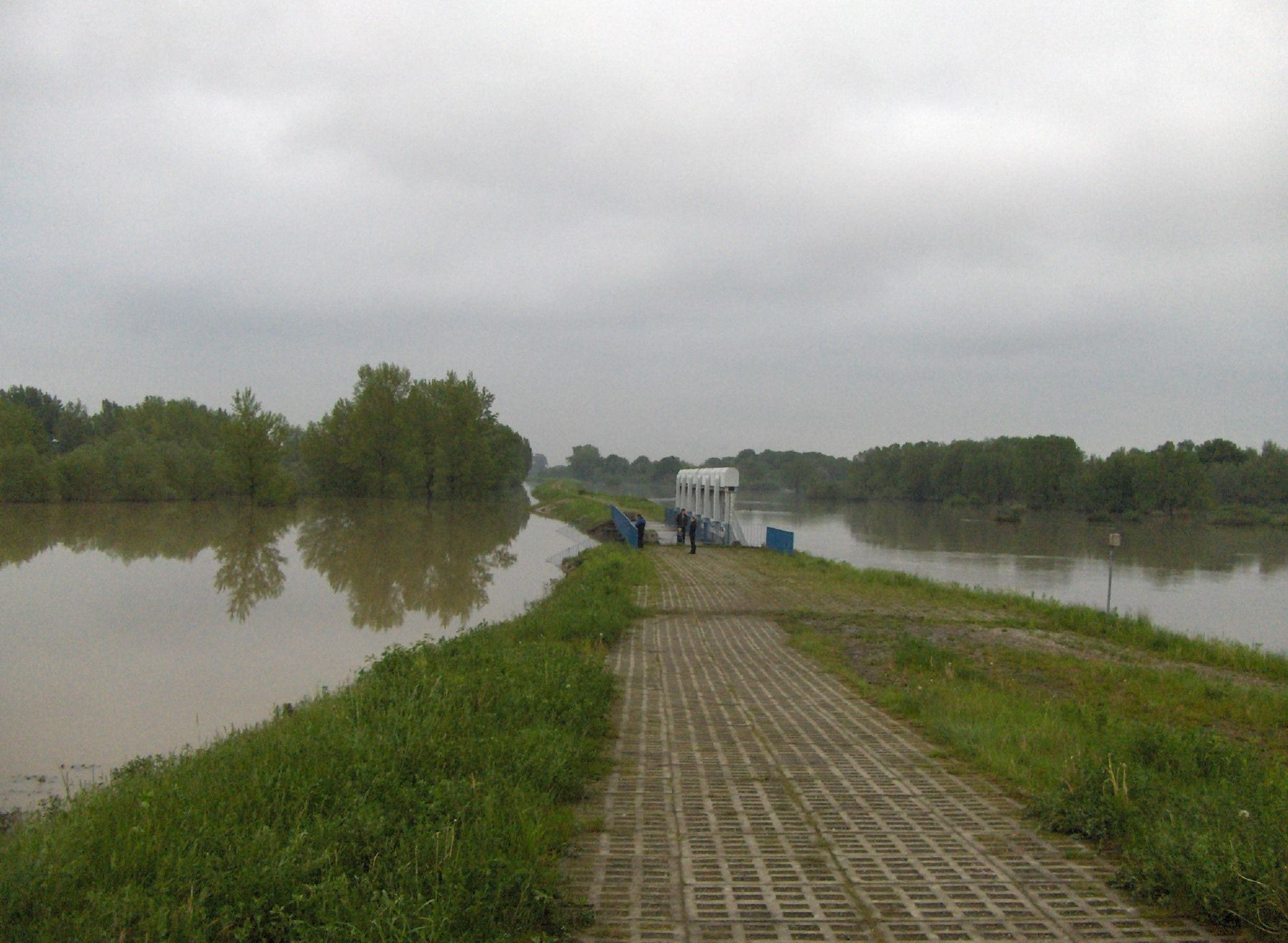
Napełniony Polder Buków w okolicach jazu w Bukowie (2010)

Polder przeciwpowodziowy – urządzenie wodne odgrodzone od koryta rzeki, mogące okresowo przetrzymywać nadmiar wód powodziowych, zalewane, a następnie odwadniane przy pomocy urządzeń wlotowych i upustowych, samoczynnie lub w sposób kontrolowany.

## Poldery w Polsce
- Racibórz Dolny
- Polder Krzesin–Bytomiec
- Polder Buków
- Polder Żelazna[2]